# 再处理铀
再處理鈾是指從乏燃料再處理過程中回收的鈾，鈾在再處理過程中回收的材料中占很大一部分。法國、英國和日本均有回收再處理鈾的商業企業。擁有核武器的國家在生產武器級鈈時，亦回收再處理鈾。商業運行的輕水反應堆的乏燃料除包覆材料之外，通常只含有占總重量4%的鈈、錒系元素和裂變產物。在過去幾十年，因爲美國三哩岛核泄漏事故和前蘇聯切尔诺贝利核事故，以及當時美國、西歐等經濟發展和電力需求下降等原因，曾使世界天然鈾價格低廉，最低時不到10美元/磅。加之再處理鈾中可裂變材料的比例較低，再處理鈾可作為加拿大重水鈾反應爐的燃料。
| 同位素 | 含量      | 特性 |
| ------ | --------- | --- |
| 鈾-238 | 99%       | 可增殖材料 |
| 鈾-237 | 0%        | 新出爐的乏燃料中含0.001%，但半衰期僅一週。                                                                     |
| 鈾-236 | 0.4%-0.6% | 既不能裂變，也不能增殖，還影響反應性。可以產生可溶性的長壽核素鎿-237。後者在陸地埋藏中很容易流失，污染地下水。 |
| 鈾-235 | 0.4%-0.6% | 可裂變材料 |
| 鈾-234 | >0.02%    | 可增殖材料，但影響反應性。                                                                                     |
| 鈾-233 | 痕量      | 可裂變材料 |
| 鈾-232 | 痕量      | 其衰變產物鉈-208是強γ輻射源，比較難以處理。                                                                    |

過去幾年中，鈾價格有所回升。如果價格高到一定程度，再處理鈾可能會重新受到重視。經過再次鈾濃縮后，可以用做核燃料。比起天然鈾，濃縮程度需要高一些，以補償其中較多的236U。但是在日本發生過福岛第一核电站事故後，鈾价一度狂跌，直至現在也沒有漲回事故前的水平。再處理鈾的利用前景再次蒙上陰影。
有人曾經研究過在加拿大重水鈾反應爐中使用壓水堆和沸水堆中產生的再處理鈾。坎杜反應堆以未濃縮的天然鈾為燃料（鈾-235的天然丰度為0.72%）。而壓水堆和沸水堆的乏燃料所含鈾-235皆高於0.72%，因此可以直接用於坎杜反應堆，無須再濃縮步驟。在實驗中，來自壓水堆的乏燃料被切成小塊，壓制成燃料棒，直接用於坎杜的燃料循環。實驗取得相當的成功。